# Чемпіонат світу з футболу 1974 (група 1)
Матчі Групи 1 першого групового етапу чемпіонату світу з футболу 1974 відбувалися з 14 по 22 червня 1974 року на стадіонах у Західному Берліні та Гамбурзі.
До Групи 1 було включено господарів турніру збірну ФРН (з Кошика 1 — Західна Європа), за результатами жеребкування її конкурентами за вихід до другого групового етапу стали збірні НДР (Кошик 2 — Східна Європа),  Чилі (Кошик 3 — Південна Америка), а також єдиний представник регіону Азії/Океанії на турнірі команда Австралії (Кошик 4 — Решта світу).
Австралійці, абсолютні новачки світових першостей, посіли останнє місце у групі, проте заробили своє перше турнірне очко в історії виступів на фінальних частинах чемпіонатів світу, звівши унічию матч проти Чилі. А право продовжити боротьбу на турнірі вибороли команди Східної і Західної Німеччини, причому перемогу в очній зустрічі цих команд, що була єдиною в історії грою між ними, здобули футболісти НДР.

## Турнірне становище
| Поз | Команда   | І | В | Н | П | ГЗ | ГП | РГ | О | Кваліфікація                      |
| --- | --------- | - | - | - | - | -- | -- | -- | - | --------------------------------- |
| 1   | НДР       | 3 | 2 | 1 | 0 | 4  | 1  | +3 | 5 | Вихід до другого групового раунду |
| 2   | ФРН       | 3 | 2 | 0 | 1 | 4  | 1  | +3 | 4 | Вихід до другого групового раунду |
| 3   | Чилі      | 3 | 0 | 2 | 1 | 1  | 2  | −1 | 2 |                                   |
| 4   | Австралія | 3 | 0 | 1 | 2 | 0  | 5  | −5 | 1 |                                   |

## Матчі
Час матчів зазначений за місцевим часом (CET)

### ФРН — Чилі
Гоподарі турніру, збірна ФРН, вважалися фаворитами не лише у своїй першій грі, але й на турнірі загалом, адже мали дуже потужний і збалансований склад, що фактично не змінився у порівнянні із переможним для них чемпіонатом Європи 1972 року. Попри очікуване домінування західнонімецьких футболістів на полі вони змогли перемогти лише з перевагою в один м'яч, який на 18-й хвилині потужним ударом із 30 метрів забив Пауль Брайтнер. Завдання відквітати цей гол для своєї команди ускладнив нападник чилійців Карлос Касселі, що залишив її у меншості, отримавши на 67-й хвилині другу жовту картку.
| 14 червня 1974 16:00 |

| ФРН          | 1–0      | Чилі |
| ------------ | -------- | ---- |
| Брайтнер 18' | Протокол |      |

| Олімпіаштадіон, Західний Берлін Глядачів: 81,100 Арбітр: Доган Бабаджан (Туреччина) |

| ФРН | Чилі |

| ВР               | 1  | Зепп Маєр             |  |     |
| ЗХ               | 2  | Берті Фогтс           |  |     |
| ЗХ               | 4  | Ганс-Георг Шварценбек |  |     |
| ЗХ               | 5  | Франц Бекенбауер (к)  |  |     |
| ЗХ               | 3  | Пауль Брайтнер        |  |     |
| ПЗ               | 8  | Бернгард Кулльман     |  |     |
| ПЗ               | 12 | Вольфганг Оверат      |  | 75' |
| ПЗ               | 14 | Улі Генесс            |  |     |
| НП               | 9  | Юрген Грабовскі       |  |     |
| НП               | 13 | Герд Мюллер           |  |     |
| НП               | 11 | Юпп Гайнкес           |  |     |
| Заміни:          |    |                       |  |     |
| ПЗ               | 17 | Бернд Гельценбайн     |  | 75' |
| Головний тренер: |    |                       |  |     |
| Гельмут Шен      |    |                       |  |     |

|                  |    |                       |          |     |
|                  |    |                       |          |     |
| ВР               | 1  | Леопольдо Вальєхос    |          |     |
| ЗХ               | 2  | Роландо Гарсія        | 59'      |     |
| ЗХ               | 5  | Еліас Фігероа         |          |     |
| ЗХ               | 3  | Альберто Кінтано      |          |     |
| ЗХ               | 4  | Антоніо Аріас         |          |     |
| ПЗ               | 6  | Хуан Родрігес         |          | 83' |
| ПЗ               | 8  | Франсіско Вальдес (к) |          | 76' |
| ПЗ               | 16 | Гільєрмо Паес         |          |     |
| ПЗ               | 10 | Карлос Рейносо        | 47'      |     |
| НП               | 7  | Карлос Касселі        | 13', 67' |     |
| НП               | 9  | Серхіо Аумада         |          |     |
| Заміни:          |    |                       |          |     |
| НП               | 11 | Леонардо Веліс        |          | 76' |
| ПЗ               | 14 | Альфонсо Лара         |          | 83' |
| Головний тренер: |    |                       |          |     |
| Луїс Аламос      |    |                       |          |     |

| Бокові арбітри: Джек Тейлор (Англія) Вернер Вінземенн (Канада) |

### НДР — Австралія
Гра була дебютною для обох команд в рамках фінальних частин чемпіонатів світу. Обидва дебютанти світових першостей намагалися насамперед обережно зіграти у захисті і розраховували на помилку суперників для проведення швидких контратак. Рахунок було відкрито на 58-й хвилині саме після однієї з них — Юрген Шпарвассер здійснив ривок лівим флангом і, наблизившись до воротаря, проштовхнув м'яч під ним у ворота. Захисник австралійців Колін Каррен намагався вибити м'яч із порожніх воріт, утім лише добив його в сітку, записавши до свого пасиву автогол. Другий гол гри також відбувся після прориву східнонімецької команди лівим флангом. Цього разу прохід вдався Ебергарду Фогелю, чий навіс до штрафного майданчика замкнув Йоахім Штрайх.
| 14 червня 1974 19:30 |

| НДР                        | 2–0      | Австралія |
| -------------------------- | -------- | --------- |
| Каррен 58' (аг) Штрайх 72' | Протокол |           |

| Фолькспаркштадіон, Гамбург Глядачів: 17,000 Арбітр: Юссу Н'Діає (Сенегал) |

| НДР | Австралія |

|                  |    |                  |    |     |
|                  |    |                  |    |     |
| ВР               | 1  | Юрген Крой       |    |     |
| ЗХ               | 3  | Бернд Бранш (к)  |    |     |
| ЗХ               | 5  | Конрад Вайзе     |    |     |
| ЗХ               | 12 | Зігмар Вецліх    | ЖК |     |
| ЗХ               | 18 | Герд Кіше        | ЖК |     |
| ПЗ               | 7  | Юрген Поммеренке |    |     |
| ПЗ               | 14 | Юрген Шпарвассер |    |     |
| ПЗ               | 16 | Гаральд Ірмшер   |    |     |
| НП               | 8  | Вольфрам Леве    |    | 55' |
| НП               | 11 | Йоахім Штрайх    |    |     |
| НП               | 15 | Ебергард Фогель  | ЖК |     |
| Заміни:          |    |                  |    |     |
| ПЗ               | 20 | Мартін Гоффманн  |    | 55' |
| Головний тренер: |    |                  |    |     |
| Георг Бушнер     |    |                  |    |     |

| ВР               | 1  | Джек Рейлі       |
| ЗХ               | 2  | Дуг Утешенович   |
| ЗХ               | 3  | Пітер Вілсон (к) |
| ЗХ               | 4  | Манфред Шефер    |
| ЗХ               | 5  | Колін Каррен     |
| ПЗ               | 6  | Рей Річардс      |
| ПЗ               | 7  | Джиммі Руні      |
| ПЗ               | 8  | Джиммі Маккей    |
| ПЗ               | 9  | Джонні Воррен    |
| НП               | 12 | Едріен Елстон    |
| НП               | 20 | Бранко Бульєвич  |
| Головний тренер: |    |                  |
| Рале Рашич       |    |                  |

| Бокові арбітри: Пабло Санчес Ібаньєс (Іспанія) Омар Дельгадо Гомес (Колумбія) |

### Австралія — ФРН
Гра господарів і фаворитів чемпіонату, збірної ФРН, проти дебютантів турніру була досить комфортною для німців. Вже на 12-й хвилині вони повели у рахунку завдяки влучному удару Вольфганга Оверата з 25 метрів у верхній кут. Західнонімецькі футболісти не збавили обертів, і вже  за чотири хвилини лише поперечка воріт завадила Герду Мюллеру подвоїти рахунок ударом головою, а згодом захисник австралійців зумів винести м'яч із лінії порожніх воріт після учару Улі Генесса. Утім на 34-й хвилині їх ігрова перевага все ж трансформувалася у другий гол, коли прохід Генесса правим флангом завершився навісом у зону одинадцятиметрової позначки, звідки Бернгард Кулльман завдав удар головою. Завершальний гол зустрічі було забито у дебюті другого тайму, свій гол таки забив Мюллер, підрізавши головою у ворота навіс із кутового від того ж таки Генесса.
| 18 червня 1974 16:00 |

| Австралія | 0–3      | ФРН                                |
| --------- | -------- | ---------------------------------- |
|           | Протокол | Оверат 12' Кулльман 34' Мюллер 53' |

| Фолькспаркштадіон, Гамбург Глядачів: 53,000 Арбітр: Махмуд Мустафа Камель (Єгипет) |

| Австралія | ФРН |

| ВР               | 1  | Джек Рейлі       |    |     |
| ЗХ               | 2  | Дуг Утешенович   |    |     |
| ЗХ               | 3  | Пітер Вілсон (к) |    |     |
| ЗХ               | 4  | Манфред Шефер    |    |     |
| ЗХ               | 5  | Колін Каррен     |    |     |
| ПЗ               | 6  | Рей Річардс      |    |     |
| ПЗ               | 7  | Джиммі Руні      |    |     |
| ПЗ               | 8  | Джиммі Маккей    | ЖК |     |
| ПЗ               | 19 | Ерні Кемпбелл    |    | 45' |
| НП               | 12 | Едріен Елстон    |    |     |
| НП               | 20 | Бранко Бульєвич  |    | 61' |
| Заміни:          |    |                  |    |     |
| ПЗ               | 11 | Аттіла Абоньї    |    | 45' |
| ПЗ               | 13 | Пітер Оллертон   |    | 61' |
| Головний тренер: |    |                  |    |     |
| Рале Рашич       |    |                  |    |     |

| ВР               | 1  | Зепп Маєр             |  |     |
| ЗХ               | 2  | Берті Фогтс           |  |     |
| ЗХ               | 3  | Пауль Брайтнер        |  |     |
| ЗХ               | 4  | Ганс-Георг Шварценбек |  |     |
| ЗХ               | 5  | Франц Бекенбауер (к)  |  |     |
| ПЗ               | 8  | Бернгард Кулльман     |  | 67' |
| ПЗ               | 11 | Юпп Гайнкес           |  | 46' |
| ПЗ               | 12 | Вольфганг Оверат      |  |     |
| НП               | 9  | Юрген Грабовскі       |  |     |
| НП               | 13 | Герд Мюллер           |  |     |
| НП               | 14 | Улі Генесс            |  |     |
| Заміни:          |    |                       |  |     |
| ПЗ               | 17 | Бернд Гельценбайн     |  | 46' |
| НП               | 7  | Герберт Віммер        |  | 67' |
| Головний тренер: |    |                       |  |     |
| Гельмут Шен      |    |                       |  |     |

| Бокові арбітри: Альфонсо Гонсалес Арчундія (Мексика) Едісон Перес-Нуньєс (Перу) |

### Чилі — НДР
Протягом більшої частини гри футболісти НДР виглядали впевненіше, не дозволяючи нападу чилійців, послабленому відсутністю вилученого у їх першій грі Карлоса Касселі, створювати небезпеку біля своїх воріт, натомість проводячи гострі контратаки. Їм вдалося вийти уперед на 55-й хвилині, коли після штрафного у виконанні Петера Дукке влучний удар головою вдався 19-річному Мартіну Гоффманну. Ще двічі, після ударів того ж Гоффманна і Крайше, м'яч влучав у поперечину воріт південноамериканців. Однак натомість на 60-й хвилині команді із Чилі вдалося зрівняти рахунок завдяки удару з близької відстані від Серхіо Аумади після прострілу від Карлоса Рейносо. До завершення гри чилійці навіть могли вирвати перемогу, проте цього разу каркас воріт допоміг вже їх опонентам, прийнявши на себе удар головою від Еліаса Фігероа.
| 18 червня 1974 19:00 |

| Чилі       | 1–1      | НДР          |
| ---------- | -------- | ------------ |
| Аумада 69' | Протокол | Гоффманн 55' |

| Олімпіаштадіон, Західний Берлін Глядачів: 28,300 Арбітр: Ауреліо Ангонезе (Італія) |

| Чилі | НДР |

| ВР               | 1  | Леопольдо Вальєхос    |     |     |
| ЗХ               | 2  | Роландо Гарсія        |     |     |
| ЗХ               | 5  | Еліас Фігероа         |     |     |
| ЗХ               | 3  | Альберто Кінтано      |     |     |
| ЗХ               | 4  | Антоніо Аріас         |     |     |
| ПЗ               | 8  | Франсіско Вальдес (к) |     | 46' |
| ПЗ               | 16 | Гільєрмо Паес         | 60' |     |
| ПЗ               | 10 | Карлос Рейносо        |     |     |
| НП               | 18 | Хорхе Сосіас          |     | 67' |
| НП               | 9  | Серхіо Аумада         |     |     |
| НП               | 11 | Леонардо Веліс        | 56' |     |
| Заміни:          |    |                       |     |     |
| НП               | 17 | Гільєрмо Явар         |     | 46' |
| ПЗ               | 19 | Рохеліо Фаріас        |     | 67' |
| Головний тренер: |    |                       |     |     |
| Луїс Аламос      |    |                       |     |     |

| ВР               | 1  | Юрген Крой        |     |     |
| ЗХ               | 3  | Бернд Бранш (к)   |     |     |
| ЗХ               | 18 | Герд Кіше         | 65' |     |
| ЗХ               | 4  | Конрад Вайзе      |     |     |
| ЗХ               | 12 | Зігмар Вецліх     |     |     |
| ПЗ               | 19 | Вольфганг Зегуїн  |     | 29' |
| ПЗ               | 16 | Гаральд Ірмшер    |     |     |
| ПЗ               | 14 | Юрген Шпарвассер  |     |     |
| НП               | 20 | Мартін Гоффманн   |     |     |
| НП               | 11 | Йоахім Штрайх     |     |     |
| НП               | 15 | Ебергард Фогель   |     | 72' |
| Заміни:          |    |                   |     |     |
| НП               | 9  | Петер Дукке       |     | 29' |
| НП               | 10 | Ганс-Юрген Крайше |     | 72' |
| Головний тренер: |    |                   |     |     |
| Георг Бушнер     |    |                   |     |     |

| Бокові арбітри: Рудольф Шойрер (Швейцарія) Боб Девідсон (Шотландія) |

### Австралія — Чилі
Із двох команд-учасниць примарні шанси на вихід до другого групового етапу залишалися лише у збірної Чилі, проте жодна команда не зуміла забити бодай гол у грі. Мачт запам'ятався лише перериванням гри на початку другого тайму, коли на поле вибігли чилійські активісти, що протестували проти захоплення влади у країні Августо Піночетом.
| 22 червня 1974 16:00 |

| Австралія | 0–0      | Чилі |
| --------- | -------- | ---- |
|           | Протокол |      |

| Олімпіаштадіон, Західний Берлін Глядачів: 17,400 Арбітр: Джафар Намдар (Іран) |

| Австралія | Чилі |

| ВР               | 1  | Джек Рейлі       |          |     |
| ЗХ               | 2  | Дуг Утешенович   |          |     |
| ЗХ               | 3  | Пітер Вілсон (к) |          |     |
| ЗХ               | 4  | Манфред Шефер    |          |     |
| ЗХ               | 5  | Колін Каррен     |          | 83' |
| ПЗ               | 6  | Рей Річардс      | 37', 83' |     |
| ПЗ               | 7  | Джиммі Руні      |          |     |
| ПЗ               | 8  | Джиммі Маккей    |          |     |
| ПЗ               | 11 | Аттіла Абоньї    |          |     |
| НП               | 12 | Едріен Елстон    |          | 65' |
| НП               | 20 | Бранко Бульєвич  |          |     |
| Заміни:          |    |                  |          |     |
| ПЗ               | 13 | Пітер Оллертон   |          | 65' |
| ПЗ               | 15 | Гаррі Вільямс    |          | 83' |
| Головний тренер: |    |                  |          |     |
| Рале Рашич       |    |                  |          |     |

|                  |    |                       |  |     |
|                  |    |                       |  |     |
| ВР               | 1  | Леопольдо Вальєхос    |  |     |
| ЗХ               | 2  | Роландо Гарсія        |  |     |
| ЗХ               | 5  | Еліас Фігероа         |  |     |
| ЗХ               | 3  | Альберто Кінтано      |  |     |
| ЗХ               | 4  | Антоніо Аріас         |  |     |
| ПЗ               | 8  | Франсіско Вальдес (к) |  | 57' |
| ПЗ               | 16 | Гільєрмо Паес         |  |     |
| ПЗ               | 10 | Карлос Рейносо        |  |     |
| НП               | 7  | Карлос Касселі        |  |     |
| НП               | 9  | Серхіо Аумада         |  |     |
| НП               | 11 | Леонардо Веліс        |  | 72' |
| Заміни:          |    |                       |  |     |
| ПЗ               | 19 | Рохеліо Фаріас        |  | 57' |
| НП               | 17 | Гільєрмо Явар         |  | 72' |
| Головний тренер: |    |                       |  |     |
| Луїс Аламос      |    |                       |  |     |

| Бокові арбітри: Віталь Лоро (Бельгія) Арі ван Гемерт (Нідерланди) |

### НДР — ФРН
На момент першої в історії (і, як згодом виявиться, єдиної) гри двох німецьких збірних господарі турніру вже кваліфікувалися до другого групового етапу, а їх східним сусідам для гарантованого продовження боротьби на світовій першості було достатньо не програти. Обидві команди мали непогані моменти, зокрема Герд Мюллер поцілив у штангу, а біля протилежних воріт Ганс-Юрген Крайше не зумів вразити порожній кут. Нульова нічия трималася до 77-ї хвилини, на якій Юрген Шпарвассер відгукнувся на закидання м'яча уперед, прокинув собі головою на хід, пройшовши на цьому маневрі двох захисників, і пробив над західнонімецьким голкіпером Зеппом Маєром, що вийшов йому назустріч.
Цей єдиний гол у грі приніс команді з НДР перше місце у групі, яке, утім, на другому груповому етапі виводило їх до складнішої Групи A, де їх суперниками ставали нідерландці та дві південноамериканські команди — Аргентина і Бразилія. Західнонімецькі ж футболісти, опустившись на друге місце, потрапили до легшої за складом учасників Групи B, що породило чутки про навмисність їх поразки у цій грі.
| 22 червня 1974 19:30 |

| НДР            | 1–0      | ФРН |
| -------------- | -------- | --- |
| Шпарвассер 77' | Протокол |     |

| Фолькспаркштадіон, Гамбург Глядачів: 60,200 Арбітр: Рамон Баррето Руїс (Уругвай) |

| НДР | ФРН |

|                  |    |                   |     |     |
|                  |    |                   |     |     |
| ВР               | 1  | Юрген Крой        | 81' |     |
| ЗХ               | 3  | Бернд Бранш (к)   |     |     |
| ЗХ               | 4  | Конрад Вайзе      |     |     |
| ЗХ               | 12 | Зігмар Вецліх     |     |     |
| ЗХ               | 18 | Герд Кіше         |     |     |
| ПЗ               | 2  | Лотар Курбювайт   |     |     |
| ПЗ               | 10 | Ганс-Юрген Крайше | 84' |     |
| ПЗ               | 13 | Райнгард Лаук     |     |     |
| ПЗ               | 16 | Гаральд Ірмшер    |     | 65' |
| НП               | 14 | Юрген Шпарвассер  | 27' |     |
| НП               | 20 | Мартін Гоффманн   |     |     |
| Заміни:          |    |                   |     |     |
| ПЗ               | 17 | Еріх Гаманн       |     | 65' |
| Головний тренер: |    |                   |     |     |
| Георг Бушнер     |    |                   |     |     |

|                  |    |                       |  |     |
|                  |    |                       |  |     |
| ВР               | 1  | Зепп Маєр             |  |     |
| ЗХ               | 2  | Берті Фогтс           |  |     |
| ЗХ               | 3  | Пауль Брайтнер        |  |     |
| ЗХ               | 4  | Ганс-Георг Шварценбек |  | 68' |
| ЗХ               | 5  | Франц Бекенбауер (к)  |  |     |
| ПЗ               | 8  | Бернгард Кулльман     |  |     |
| ПЗ               | 12 | Вольфганг Оверат      |  | 69' |
| ПЗ               | 14 | Улі Генесс            |  |     |
| НП               | 9  | Юрген Грабовскі       |  |     |
| НП               | 13 | Герд Мюллер           |  |     |
| НП               | 15 | Гайнц Флое            |  |     |
| Заміни:          |    |                       |  |     |
| ПЗ               | 6  | Горст-Дітер Геттгес   |  | 68' |
| НП               | 10 | Гюнтер Нетцер         |  | 69' |
| Головний тренер: |    |                       |  |     |
| Гельмут Шен      |    |                       |  |     |

| Бокові арбітри: Армандо Маркес (Бразилія) Луїс Пестаріно (Аргентина) |